# Кравчук Андрій Сергійович
Андрій Сергійович Кравчук (нар. 26 лютого 1999, Чернівці, Україна) — український футболіст, центральний півзахисник «Ворскли».

## Клубна кар'єра
Народився в Чернівцях. До 2012 року навчався в молодіжній академії київського «Динамо». Потім перейшов до складу донецького «Шахтаря». З 2016 по 2017 рік тренувався з юнацькою та молодіжною командою «гірників», проте в їх складі майже не грав (1 матч).
Взимку 2018 року перейшов до «Олімпіка». Дебютував за першу команду «олімпійців» 21 жовтня 2018 року в переможному (1:0) домашньому поєдинку 12-го туру Прем'єр-ліги проти одеського «Чорноморця». Андрій вийшов на поле на 84-й хвилині, заміниви Сергія Політила, а на 90+3-й хвилині отримав жовту картку.
6 серпня 2022 року підписав угоду з полтавською «Ворсклою». Ультрас клубу засудили підписання новачка, який грав в Росії.

## Кар'єра в збірній
Зіграв 2 матчі у футболці юнацької збірної України U-17.